# Edificio Trust
L'Edificio Trust (in inglese: Trust Building) è uno storico edificio commerciale di Sydney in Australia.

## Storia
L'edificio venne costruito tra il 1914 e il 1916 per ospitare gli uffici del The Daily Telegraph, uno dei principali giornali dell'epoca. L'edificio venne progettato dallo studio di architettura Robertson & Marks, mentre i lavori di costruzione vennero eseguiti dalla ditta Stuart Brothers. Nel febbraio 1914 avvenne la posa della prima pietra, effettuata dal presidente della società del giornale, J. Randall Carey. Il The Daily Telegraph iniziò a operare nell'edificio nel 1916, mentre il primo inquilino si installò nei piani superiori nel 1917.
La configurazione originaria dell'edificio era tale da permettere al suo interno tutte le attività di un ufficio di produzione di un giornale. I piani interrati erano occupati da enormi macchine stampatrici che potevano essere viste in funzione dalla strada attraverso piccole finestre. L'ingresso principale dell'edificio si trovava all'angolo ed era aperto su un ampio salone con funzione pubblicitaria. Gli uffici del The Daily Telegraph rimasero nell'edificio fino al 1929, quando il giornale si trasferì dopo essere stato venduto all'Associated Newspapers Limited.

## Descrizione
L'edificio, situato nel CBD di Sydney, presenta uno stile definito palazzo commerciale interbellico.